# Stefaniella orientalis
Stefaniella orientalis är en tvåvingeart som först beskrevs av Ephraim Porter Felt 1921.  Stefaniella orientalis ingår i släktet Stefaniella och familjen gallmyggor. Inga underarter finns listade i Catalogue of Life.